# ИН4С
ИН4С (серб. IN4S) — черногорское сербское интернет-издание, запущенное 6 мая 2008 года. Публикует политические новости Черногории, а также различные статьи на тему истории и культуры Черногории, Сербии и Югославии.

## История
Издание начало свою работу в 2008 году. Его главным редактором стал Гойко Раичевич, которому помогали Небойша Милич, Влада Добросавлевич, Миленко (Мишко) Йованович и Филип Иванвоич.
В 2011 году ИН4С принимал активное участие в переписи населения Черногории, публикуя различные материалы на тему истории сербов и культуры Сербии как в Интернете, так и в виде листовок, газетных публикаций и билбордов. Аналогичное участие ИН4С было и во время переписи населения 2021 года.
Портал брал интервью у послов Российской Федерации в Черногории — в 2014 году у Андрея Нестеренко на тему санкций Черногории в отношении России и в 2020 году у Владислава Масленникова на тему пандемии COVID-19 и развития российско-черногорских отношений на фоне ухода в отставку правительства и празднования 75-летия Победы в Великой Отечественной войне. В 2023 году Масленников также специально для портала подготовил статью о председательстве России в Совете Безопасности ООН.
В 2016 году портал начал участие в кампании против вступления Черногории в НАТО, став руководителем сети неправительственных организаций «Нет войне — нет НАТО» (серб. Не у рат – не у НАТО).
В августе 2020 года ИН4С опубликовал видео, на котором одна из активисток правившей тогда Демократической партии социалистов Душица Вулич разговаривала с военнослужащей ВС Черногории и требовала от неё высказаться в поддержку партии в обмен на повышение воинского звания и продвижение по службе.